# Championnat d'Afrique des nations masculin de handball 2002
Navigation
Algérie 2000 Égypte 2004
La 15e édition du championnat d'Afrique des nations masculin de handball a eu lieu à Casablanca et Rabat au Maroc du 19 au 28 avril 2002. Le tournoi réunit les meilleures équipes masculines de handball en Afrique et est joué en même temps que le tournoi féminin.
En finale, la Tunisie s'impose 25 à 19 face à l'Algérie et remporte son 6e titre dans la compétition. L'Égypte, pourtant favorite, complète le podium en s'imposant face aux hôtes marocains. Ces quatre équipes sont qualifiées pour le championnat du monde 2003.

## Modalités
Les 12 équipes qualifiées sont réparties dans 4 poules de 3 équipes. Les deux premiers sont qualifiées pour les huitièmes de finale. Le tirage au sort est effectué le samedi 19 janvier 2002 au siège de la deuxième chaîne de télévision du Maroc par le comité d'organisation de la Coupe d'Afrique des Nations de handball ainsi que les membres de la Confédération africaine de handball.

## Phase de groupe

### Groupe A
|   | Équipe   | Pts | J | G | N | P | Bp | Bc | Diff |
| - | -------- | --- | - | - | - | - | -- | -- | ---- |
| 1 | Maroc    | 4   | 2 | 2 | 0 | 0 | 74 | 41 | 33   |
| 2 | RD Congo | 2   | 2 | 1 | 0 | 1 | 51 | 61 | -10  |
| 3 | Congo    | 0   | 2 | 0 | 0 | 2 | 43 | 66 | -23  |

| Date          | Équipe 1 | Score   | Équipe 2 |
| ------------- | -------- | ------- | -------- |
| 19 avril 2002 | Maroc    | 36 – 23 | RD Congo |
| 21 avril 2002 | Congo    | 25 – 28 | RD Congo |
| 22 avril 2002 | Maroc    | 38 – 18 | Congo    |

### Groupe B
|   | Équipe        | Pts | J | G | N | P | Bp | Bc | Diff |
| - | ------------- | --- | - | - | - | - | -- | -- | ---- |
| 1 | Algérie       | 4   | 2 | 2 | 0 | 0 | 61 | 45 | 16   |
| 2 | Angola        | 2   | 2 | 1 | 0 | 1 | 57 | 57 | 0    |
| 3 | Côte d'Ivoire | 0   | 2 | 0 | 0 | 2 | 44 | 60 | -16  |

| Date          | Équipe 1      | Score   | Équipe 2 |
| ------------- | ------------- | ------- | -------- |
| 20 avril 2002 | Algérie       | 34 – 24 | Angola   |
| 21 avril 2002 | Côte d'Ivoire | 23 – 33 | Angola   |
| 22 avril 2002 | Côte d'Ivoire | 21 – 27 | Algérie  |

### Groupe C
|   | Équipe  | Pts | J | G | N | P | Bp | Bc | Diff |
| - | ------- | --- | - | - | - | - | -- | -- | ---- |
| 1 | Égypte  | 4   | 2 | 2 | 0 | 0 | 62 | 45 | 17   |
| 2 | Nigeria | 2   | 2 | 1 | 0 | 1 | 55 | 55 | 0    |
| 3 | Sénégal | 0   | 2 | 0 | 0 | 2 | 51 | 68 | -17  |

| Date          | Équipe 1 | Score   | Équipe 2 |
| ------------- | -------- | ------- | -------- |
| 20 avril 2002 | Sénégal  | 21 – 37 | Égypte   |
| 21 avril 2002 | Nigeria  | 31 – 30 | Sénégal  |
| 22 avril 2002 | Égypte   | 25 – 24 | Nigeria  |

### Groupe D
|   | Équipe   | Pts | J | G | N | P | Bp | Bc | Diff |
| - | -------- | --- | - | - | - | - | -- | -- | ---- |
| 1 | Tunisie  | 4   | 2 | 2 | 0 | 0 | 63 | 32 | 31   |
| 2 | Cameroun | 2   | 2 | 1 | 0 | 1 | 46 | 49 | -3   |
| 3 | Gabon    | 0   | 2 | 0 | 0 | 2 | 35 | 63 | -28  |

| Date          | Équipe 1 | Score   | Équipe 2 |
| ------------- | -------- | ------- | -------- |
| 20 avril 2002 | Tunisie  | 36 – 13 | Gabon    |
| 21 avril 2002 | Cameroun | 27 – 22 | Gabon    |
| 22 avril 2002 | Cameroun | 19 – 27 | Tunisie  |

## Phase finale
|  | Quarts de finale | Quarts de finale |               |               | Demi-finales           | Demi-finales           |    |  | Finale        | Finale        |
|  | Quarts de finale | Quarts de finale |               |               | Demi-finales           | Demi-finales           |    |  | Finale        | Finale        |
|  |                  |                  |               |               |                        |                        |    |  |               |               |
|  | 24 avril 2002    | 24 avril 2002    |               |               | 26 avril 2002          | 26 avril 2002          |    |  | 28 avril 2002 | 28 avril 2002 |
|  | 24 avril 2002    | 24 avril 2002    |               |               | 26 avril 2002          | 26 avril 2002          |    |  | 28 avril 2002 | 28 avril 2002 |
|  | Algérie          | 25               |               |               | 26 avril 2002          | 26 avril 2002          |    |  | 28 avril 2002 | 28 avril 2002 |
|  | Algérie          | 25               |               |               | 26 avril 2002          | 26 avril 2002          |    |  | 28 avril 2002 | 28 avril 2002 |
|  | RD Congo         | 15               |               |               | 26 avril 2002          | 26 avril 2002          |    |  | 28 avril 2002 | 28 avril 2002 |
|  | RD Congo         | 15               | Algérie       | 19            |                        |                        |    |  | 28 avril 2002 | 28 avril 2002 |
|  | 24 avril 2002    |                  | Algérie       | 19            |                        |                        |    |  | 28 avril 2002 | 28 avril 2002 |
|  |                  | Maroc            | 18            |               |                        |                        |    |  | 28 avril 2002 | 28 avril 2002 |
|  | Maroc            | Maroc            | 18            | 31            |                        |                        |    |  | 28 avril 2002 | 28 avril 2002 |
|  | Maroc            |                  |               | 31            |                        |                        |    |  | 28 avril 2002 | 28 avril 2002 |
|  | Angola           | 17               |               |               |                        |                        |    |  | 28 avril 2002 | 28 avril 2002 |
|  | Angola           | 17               | Algérie       | 19            |                        |                        |    |  |               |               |
|  | 24 avril 2002    |                  | Algérie       | 19            |                        |                        |    |  |               |               |
|  |                  | Tunisie          | 25            |               |                        |                        |    |  |               |               |
|  | Égypte           | Tunisie          | 25            | 26            |                        |                        |    |  |               |               |
|  | Égypte           | 26 avril 2002    |               | 26            |                        |                        |    |  |               |               |
|  | Cameroun         | 11               |               |               |                        |                        |    |  |               |               |
|  | Cameroun         | 11               | Tunisie       | 25            |                        |                        |    |  |               |               |
|  | 24 avril 2002    | 24 avril 2002    | Tunisie       | 25            | Match pour la 3e place | Match pour la 3e place |    |  |               |               |
|  | 24 avril 2002    | 24 avril 2002    |               | Égypte        | Match pour la 3e place | Match pour la 3e place | 19 |  |               |               |
|  | Tunisie          | 29               | 27 avril 2002 | 27 avril 2002 |                        |                        | 19 |  |               |               |
|  | Tunisie          | 29               | 27 avril 2002 | 27 avril 2002 |                        |                        |    |  |               |               |
|  | Nigeria          | 19               |               | Maroc         | 25                     |                        |    |  |               |               |
|  | Nigeria          | 19               |               | Maroc         | 25                     |                        |    |  |               |               |
|  |                  |                  |               |               |                        |                        |    |  | Égypte        | 35            |
|  |                  |                  |               |               |                        |                        |    |  | Égypte        | 35            |

### Quarts de finale
| 24 avril 2002 | Algérie | 25–15 | RD Congo |  |
| 24 avril 2002 | (10–9)  |       |          |  |

| 24 avril 2002 | Tunisie | 29–19 | Nigeria |  |
| 24 avril 2002 | (18–9)  |       |         |  |

| 24 avril 2002 | Égypte | 26–11 | Cameroun |  |
| 24 avril 2002 | (11–5) |       |          |  |

| 24 avril 2002 | Maroc    | 31–17 | Angola | Salle Mohammed-V, Casablanca Affluence : 6 000 |
| 24 avril 2002 | (16–7)   |       |        | Salle Mohammed-V, Casablanca Affluence : 6 000 |
| 24 avril 2002 | Le Matin |       |        | Salle Mohammed-V, Casablanca Affluence : 6 000 |

### Demi-finales
| 26 avril 2002 | Tunisie | 25–19 | Égypte | Salle Mohammed-V, Casablanca |
| 26 avril 2002 | (12–10) |       |        | Salle Mohammed-V, Casablanca |

| 26 avril 2002 | Algérie  | 19–18 | Maroc | Salle Mohammed-V, Casablanca Affluence : 15 000 Arbitrage : Wadochedohou et Dossou |
| 26 avril 2002 | (9–9)    |       |       | Salle Mohammed-V, Casablanca Affluence : 15 000 Arbitrage : Wadochedohou et Dossou |
| 26 avril 2002 | Le Matin |       |       | Salle Mohammed-V, Casablanca Affluence : 15 000 Arbitrage : Wadochedohou et Dossou |

### Match pour la3eplace
| 27 avril 2002 | Égypte  | 35–25 | Maroc | Salle Mohammed-V, Casablanca |
| 27 avril 2002 | (18–12) |       |       | Salle Mohammed-V, Casablanca |

### Finale
| 28 avril 2002 | Tunisie | 25–19 | Algérie | Salle Mohammed-V, Casablanca |
| 28 avril 2002 | (13–12) |       |         | Salle Mohammed-V, Casablanca |

## Matchs de classement

### Matchs de classement 5 à 8
|  | Demi-finales de classement | Demi-finales de classement |                        |    | Match pour la 5e place | Match pour la 5e place |
|  | Demi-finales de classement | Demi-finales de classement |                        |    | Match pour la 5e place | Match pour la 5e place |
|  |                            |                            |                        |    |                        |                        |
|  | 27 avril 2002              | 27 avril 2002              |                        |    | 28 avril 2002          | 28 avril 2002          |
|  | 27 avril 2002              | 27 avril 2002              |                        |    | 28 avril 2002          | 28 avril 2002          |
|  | Cameroun                   | 28                         |                        |    | 28 avril 2002          | 28 avril 2002          |
|  | Cameroun                   | 28                         |                        |    | 28 avril 2002          | 28 avril 2002          |
|  | Nigeria                    | 25                         |                        |    | 28 avril 2002          | 28 avril 2002          |
|  | Nigeria                    | 25                         | Cameroun               | 31 |                        |                        |
|  | 27 avril 2002              |                            | Cameroun               | 31 |                        |                        |
|  |                            | Angola                     | 30                     |    |                        |                        |
|  | Angola                     | Angola                     | 30                     | 32 |                        |                        |
|  | Angola                     |                            |                        | 32 |                        |                        |
|  | RD Congo                   | 28                         |                        |    |                        |                        |
|  | RD Congo                   | 28                         | Match pour la 7e place |    |                        |                        |
|  |                            |                            |                        |    |                        |                        |
|  | 28 avril 2002              |                            |                        |    |                        |                        |
|  |                            |                            |                        |    |                        |                        |
|  | Nigeria                    |                            |                        |    |                        |                        |
|  |                            |                            |                        |    |                        |                        |
|  | RD Congo                   |                            |                        |    |                        |                        |
|  |                            |                            |                        |    |                        |                        |

### Matchs de classement 9 à 12
|  | Demi-finales de classement | Demi-finales de classement |                         |    | Match pour la 9e place | Match pour la 9e place |
|  | Demi-finales de classement | Demi-finales de classement |                         |    | Match pour la 9e place | Match pour la 9e place |
|  |                            |                            |                         |    |                        |                        |
|  | 25 avril 2002              | 25 avril 2002              |                         |    | 26 avril 2002          | 26 avril 2002          |
|  | 25 avril 2002              | 25 avril 2002              |                         |    | 26 avril 2002          | 26 avril 2002          |
|  | Sénégal                    | 29                         |                         |    | 26 avril 2002          | 26 avril 2002          |
|  | Sénégal                    | 29                         |                         |    | 26 avril 2002          | 26 avril 2002          |
|  | Gabon                      | 20                         |                         |    | 26 avril 2002          | 26 avril 2002          |
|  | Gabon                      | 20                         | Sénégal                 | 31 |                        |                        |
|  | 25 avril 2002              |                            | Sénégal                 | 31 |                        |                        |
|  |                            | Côte d'Ivoire              | 19                      |    |                        |                        |
|  | Côte d'Ivoire              | Côte d'Ivoire              | 19                      | 23 |                        |                        |
|  | Côte d'Ivoire              |                            |                         | 23 |                        |                        |
|  | Congo                      | 19                         |                         |    |                        |                        |
|  | Congo                      | 19                         | Match pour la 11e place |    |                        |                        |
|  |                            |                            |                         |    |                        |                        |
|  | 26 avril 2002              |                            |                         |    |                        |                        |
|  |                            |                            |                         |    |                        |                        |
|  | Gabon                      |                            |                         |    |                        |                        |
|  |                            |                            |                         |    |                        |                        |
|  | Congo                      |                            |                         |    |                        |                        |
|  |                            |                            |                         |    |                        |                        |

## Classement final
| Rang                        | Pays          | J | G | N | P | Bp  | Bc  |
| --------------------------- | ------------- | - | - | - | - | --- | --- |
| Médaille d'or, Afrique      | Tunisie       | 5 | 5 | 0 | 0 | 142 | 89  |
| Médaille d'argent, Afrique  | Algérie       | 5 | 4 | 0 | 1 | 124 | 103 |
| Médaille de bronze, Afrique | Égypte        | 5 | 4 | 0 | 1 | 142 | 106 |
| 4                           | Maroc         | 5 | 3 | 0 | 2 | 148 | 112 |
| 5                           | Cameroun      | 5 | 3 | 0 | 2 | 116 | 130 |
| 6                           | Angola        | 5 | 2 | 0 | 3 | 136 | 147 |
| 7                           | Nigeria       | 4 | 1 | 0 | 3 | 99  | 112 |
| 8                           | RD Congo      | 4 | 1 | 0 | 3 | 94  | 118 |
| 9                           | Sénégal       | 4 | 2 | 0 | 2 | 111 | 107 |
| 10                          | Côte d'Ivoire | 4 | 1 | 0 | 3 | 86  | 110 |
| 11                          | Congo         | 3 | 0 | 0 | 3 | 62  | 89  |
| 12                          | Gabon         | 3 | 0 | 0 | 3 | 55  | 92  |

Les quatre premières équipes sont qualifiées pour le championnat du monde 2003
| Championnat d'Afrique des nations — Vainqueur 2002 |
| -------------------------------------------------- |
| Tunisie Sixième titre                              |

## Effectifs des équipes sur le podium

### Tunisie, champion d'Afrique
L'effectif de la Tunisie était : 
- Iteb Bouali (GB)
- Slim Zehani (GB)
- Makram Missaoui (GB)
- Makrem Jerou (en)
- Heykel Megannem
- Issam Tej
- Wissem Hmam
- Wissem Bousnina
- Anouar Ayed
- Sahbi Ben Aziza
- Bel Hadj
- Dhaker Seboui (en)
- Ali Madi (en)
- Sobhi Sioud
- Zouheïr Ben Messaoud
- Oualid Ben Amor
- Mohamed Messaoudi.

Entraîneurs :
- Sayed Ayari
- Saïd Amara.

### Algérie, vice-champion d'Afrique
L'effectif de l'Algérie comprend notamment :
- Abdérazak Hamad
- Abdelghani Loukil
- Tewfik Sadaoui
- Yazid Akchiche
- Sofiane Sahli
- Hichem Boudrali
- Tahar Labane
- Benbrahim
- Belgacem Filah
- Khaled Ghoumal
- El Hadi Biloum
- Mohamed Rebahi
- Tarek Boucetta
- Achour Hasni
- Abdelmalek Slahdji
- Mohamed Gaga

Entraîneur :
- Brahim Boudrali